# Pinnixa schmitti
Pinnixa schmitti är en kräftdjursart som beskrevs av Mary J. Rathbun 1918. Pinnixa schmitti ingår i släktet Pinnixa och familjen Pinnotheridae. Inga underarter finns listade i Catalogue of Life.